# Baie de Trinity
La baie de Trinity est une baie du sud-est de Terre-Neuve, dans la province de Terre-Neuve-et-Labrador au Canada. Elle sépare la péninsule d'Avalon et celle de Bonavista.
Les principales localités proches sont Trinity et Heart's Content.
La baie est célèbre pour être le lieu où un spécimen de calmar géant dans un très bon état de conservation s'est échoué le 24 septembre 1877 et où L'Oiseau blanc aurait pu s'abîmer en mer.

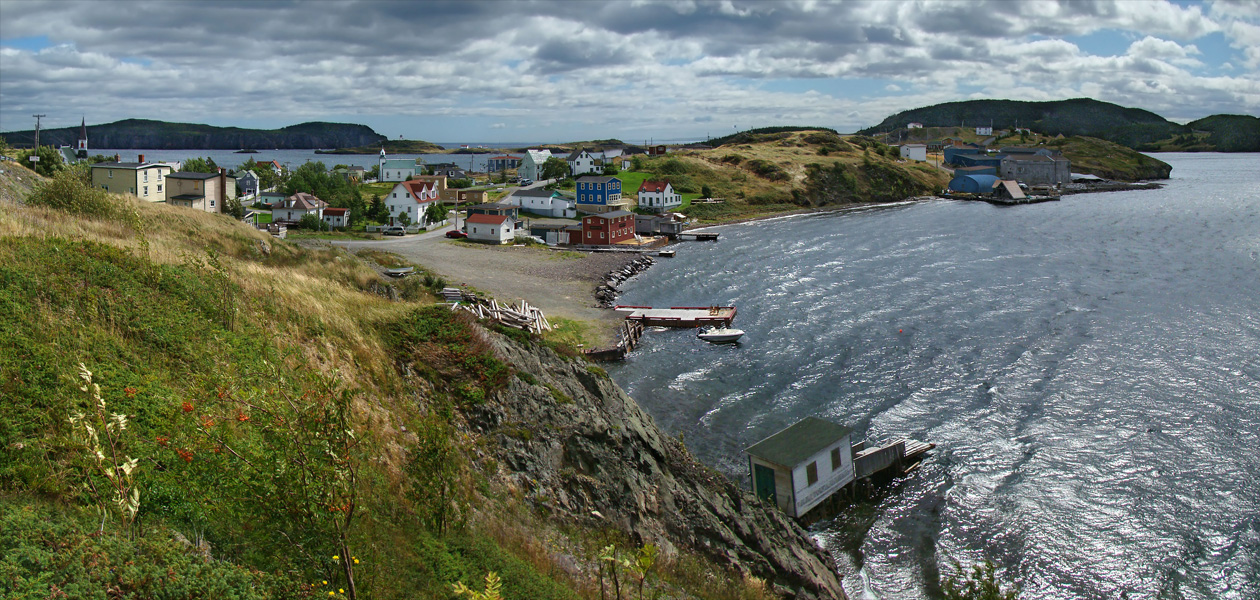
Baie de Trinity.